# Puits de Bernardswiller (rue de l'École)
Pour les articles homonymes, voir Puits de Bernardswiller.
Le puits de Bernardswiller est un monument historique situé à Bernardswiller, dans le département français du Bas-Rhin.

## Localisation
Ce bâtiment est situé au 155, rue de l'École à Bernardswiller.

## Historique
L'édifice fait l'objet d'une inscription au titre des monuments historiques depuis 1934.